# Dactyloscirus mansoni
Dactyloscirus mansoni är en spindeldjursart som beskrevs av Frank Jason Smiley 1992. Dactyloscirus mansoni ingår i släktet Dactyloscirus och familjen Cunaxidae. Inga underarter finns listade i Catalogue of Life.